# 長野藤定
長野藤定（1526年—1562年6月6日）是日本戰國時代於伊勢國的戰國大名。長野工藤氏第15代當主。父親是第14代當主長野稙藤。

## 生平
在大永6年（1526年）出生。很早就被父親稙藤讓予家督而成為第15代當主，二人共同統治領內。天文12年（1543年），因為南伊勢的支配權而與北畠晴具、北畠具教等人鬥爭，不過沒有分出勝負，於是與北畠氏達成和睦，亦與南近江的六角定賴結交，進攻北近江的淺井氏。
不過後來再與北畠氏開始鬥爭，從天文16年（1547年）開始，受到晴具猛攻，因為這次侵攻而漸漸被壓倒的長野氏在永祿元年（1558年）與具教達成和睦，迎具教的次男具藤為養子，並被迫讓出家督，形式上和睦，實質上是臣從。
在永祿5年（1562年）5月5日死去。享年37歲。死因是病死，不過因為父親稙藤亦在同日死去，於是亦有被北畠氏暗殺的説法。